# نبرد وین
نبرد وین (به آلمانی:Schlacht am Kahlenberg؛ لهستانی:Bitwa pod Wiedniem یا Odsiecz Wiedeńska؛ ترکی استانبولی:İkinci Viyana Kuşatması) در ۱۱ و ۱۲ سپتامبر ۱۶۸۳ میلادی، پس از محاصره دوماهه شهر وین به‌دست امپراتوری عثمانی، رخ داد. این نبرد میان ائتلاف امپراتوری مقدس روم (لئوپولد یکم)، مشترک‌المنافع لهستان-لیتوانی و اتحاد مقدس (۱۶۸۴) علیه امپراتوری عثمانی (محمد چهارم) بود. این نبرد نشان‌دهنده سلطه کامل خاندان هابسبورگ بر امپراتوری مقدس روم و اروپای مرکزی بود.
محاصره وین به فرماندهی قره مصطفی پاشا در ۱۴ ژوئیه ۱۶۸۳ میلادی آغاز شد؛ هنگامی که، نیروهای امپراتوری عثمانی (تقریباً ۲۰۰٬۰۰۰ نفر) و پشتیبانی ۱۲٬۰۰۰ ینی‌چری به شهر حمله کرده و به مدت ۲ ماه آن را محاصره کردند. نبرد واقعی در ۱۲ سپتامبر همان سال رخ داد؛ زمانی که، ارتش تازه‌نفس آلمان و لهستان (به فرماندهی ژان سوم سوبیسکی) طی دو روز، ارتش عثمانی را شکست دادند.
این نبرد به بیان بسیاری از تاریخ‌دانان، نقطه عطفی در جنگ‌های میان عثمانی و امپراتوری مقدس روم بود که سلطه و قدرت عثمانی در بالکان را درهم شکست. به دنبال جنگ‌هایی که ۱۶ سال پس از این نبرد رخ داد، خاندان هابسبورگ تمامی جنوب مجارستان و ترانسیلوانی را از عثمانی گرفتند.